# Pedra do Santinho
A Pedra do Santinho era um bloco de diabásio que continha uma imagem que foi venerada como santo, dando nome ao lugar. Situava-se no costão da Praia do Santinho no distrito de Ingleses do Rio Vermelho, norte da ilha de Santa Catarina, no município de Florianópolis, capital do estado brasileiro de Santa Catarina. O bloco era parte integrante de um conjunto de inscrições rupestres próximas.

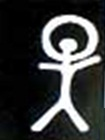
Possível imagem da Pedra do Santinho. Desenho do escultor Maurício Munhoz, 1998.

## Remoção e sumiço
Em 1944, o Padre Rohr, quando de seus estudos dos petróglifos da ilha de Santa Catarina, descobriu que uma colônia de pescadores, lá pelos cantos do Morro das Aranhas, estava cultuando uma pedra com uma imagem que o povo associou a de um santo e ficou conhecida como “Santinho”. No local o povo fazia romaria e colocava velas no seu “altar”, de frente para o mar. Padre Rohr e sua equipe removeram a pedra e a trouxeram para o museu do Colégio Catarinense que depois se tornaria o "Museu do Homem do Sambaqui", em Florianópolis. A remoção gerou grande revolta na comunidade local e, posteriormente, opiniões divergentes entre os arqueólogos. Meses depois da sua retirada, a pedra misteriosamente sumiu.  Na época, o sumiço do Santinho levou centenas de pessoas a uma passeata em frente ao Colégio Catarinense. Moradores da praia dos Ingleses percorreram mais de 35 quilômetros para exigir explicação dos governos municipal e estadual, como também da administração da escola. Naquele ano a pesca foi ruim e os devotos do Santinho atribuíram a culpa ao padre.

## Padre Rohr se defende
Em 1969, quando Pe. Rohr já havia se tornado um arqueólogo respeitado no meio científico, publicou em um de seus estudos sua versão dessa história:
| “ | A Praia do Santinho tem o seu nome derivado de um petroglifo, em forma de boneco, gravado em um bloco de diabásio, ao qual o povo simples dos arredores tributava culto, acendendo velas. Sem estarmos a par dessas ocorrências, há 25 anos, junto com outras itacoatiaras da mesma praia, transportamos ao museu este pretenso Santinho. | ” |

## O mistério continua
Um dos especialistas no legado deixado pelo Padre Rohr, o padre Pedro Ignácio Schmitz, lembra que viu pela última vez o monólito no Colégio Anchieta, em Porto Alegre. O diretor do Anchieta em 1998, o padre Franz Stadelmann, diz que ouviu falar "desta pedra". Minutos depois, ao telefone, contradiz Ignácio Schmitz: "Essa pedra nunca esteve no colégio. Não se faria tal coisa, tirar daí e transportar para outro Estado. Esse Santinho, pelo que eu sei, tem significado para Florianópolis", argumenta. 

## Especulação sobre seu desenho
Não há registro fotográfico ou sequer um croqui de como era a pedra e conforme informação dos que a viram, seria a de uma figura humana adornada por uma forma circular semelhante a uma auréola na altura da cabeça. Pesquisando o assunto há dois anos, Maurício Muniz colheu dados suficientes para desenhar uma réplica bem próxima dos detalhes da inscrição rupestre original. Baseou-se nos depoimentos de pessoas que chegaram ao Santinho, colocando velas no seu "altar".